# Postaszowice
Postaszowice est une localité polonaise de la gmina de Niegowa, située dans le powiat de Myszków en voïvodie de Silésie.